# Eupithecia calligraphata
Eupithecia calligraphata là một loài bướm đêm trong họ Geometridae.